# 亨里克·雅布翁斯基
亨里克·雅布翁斯基（波蘭語：Henryk Jabłoński，1909年12月27日—2003年1月27日），波兰会议王国华沙省旧瓦利舍夫（今属波兰罗兹省沃维奇县）人，波兰政治人物、历史学者。他曾担任华沙大学教授，并于1972年至1985年间担任波兰人民共和国国务委员会主席。

## 生平
1909年12月27日，亨里克·雅布翁斯基生于俄占波兰华沙省旧瓦利舍夫。他的父亲是瓦迪斯瓦夫·雅布翁斯基（Władysław Jabłoński），母亲则是佩拉吉亚·兹纳耶夫斯卡（Pelagia Znajewska）。他毕业于华沙大学历史系，并于1931年加入波兰社会党。二战前，他曾参与《波兰传记词典》的编撰工作。
1939年，他作为波兰军队的一员，抵抗德国入侵，战败后前往法国。此后，他参加了纳尔维克战役，并加入了法国南部的抵抗运动。1945年，二战结束，他回到波兰。在1946年至1948年间，他在总部位于卢布林的波兰社会党担任重要职务，并支持该党和波兰工人党合并。他于1946年宣誓加入国民议会，并在次年当选为瑟姆议员。
1947年，雅布翁斯基任华沙大学副教授，自此开始深耕教育领域，随后于1950年任历史系教授，并从1956年起成为波兰科学院的正式成员，1966年至1971年担任副院长。此外，他还曾担任教育部长等多项教育相关重要职务。
雅布翁斯基在1948年至1981年间为波兰统一工人党中央委员会的成员。1970年12月，他任波兰统一工人党中央政治局副委员，随后于1971年至1981年间任中央政治局委员。在1981年7月波兰统一工人党第九次特别代表大会上，他未能入选党中央委员会，因此没有进入政治局。1986年至1990年，他再次担任波兰统一工人党中央委员会委员。 

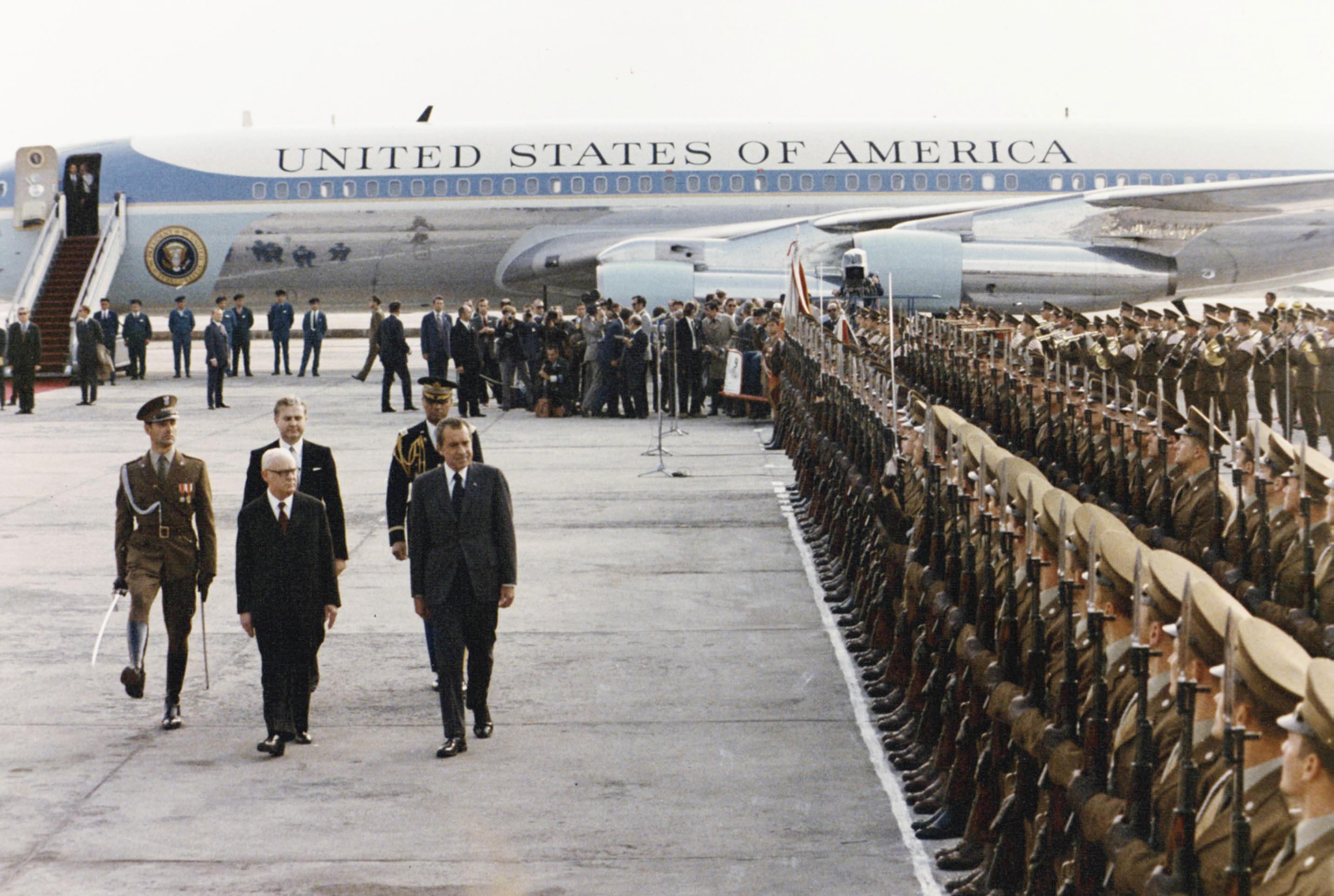
1972年5月31日，雅布翁斯基与访问波兰的时任美国总统尼克松共同检阅波兰军队。

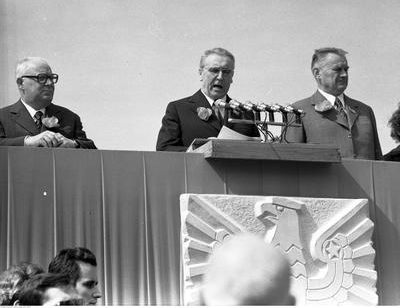
1973年5月1日，亨里克·雅布翁斯基、爱德华·盖莱克与彼得·雅罗谢维奇共同出席活动。

1972年，在爱德华·盖莱克的倡议下，雅布翁斯基接替约瑟夫·西伦凯维兹，担任波兰人民共和国国务委员会主席。1975年至1976年期间，他担任波兰人民共和国宪法修正案草案起草特别委员会主席。修正案的具体内容包括将波兰统一工人党的领导作用和与苏联的联盟关系写入宪法中。他拒绝在宪法草案中引入有关波兰人民共和国总统职能的规定。
1976年至1983年间，雅布翁斯基担任民族團結陣線的领导人。1985年，他辞去国务委员会主席职务，由沃伊切赫·雅鲁泽尔斯基将军接任。 戒严正式结束后，他提议授予雅鲁泽尔斯基波兰元帅军衔，但雅鲁泽尔斯基没有接受。 1983年至1989年间，雅布翁斯基担任波苏友好协会全国委员会主席团成员。
在1970年代和1980年代，雅布翁斯基主持或参与了波兰国内诸多重大纪念活动。1988年10月，在波兰独立70周年和波兰人民军建军45周年之际，经国务委员会决议，雅布翁斯基获准将军衔。
1996年10月23日，瑟姆通过一项决议，中止对与实施戒严法有关的人员提起的诉讼，包括雅布翁斯基。 

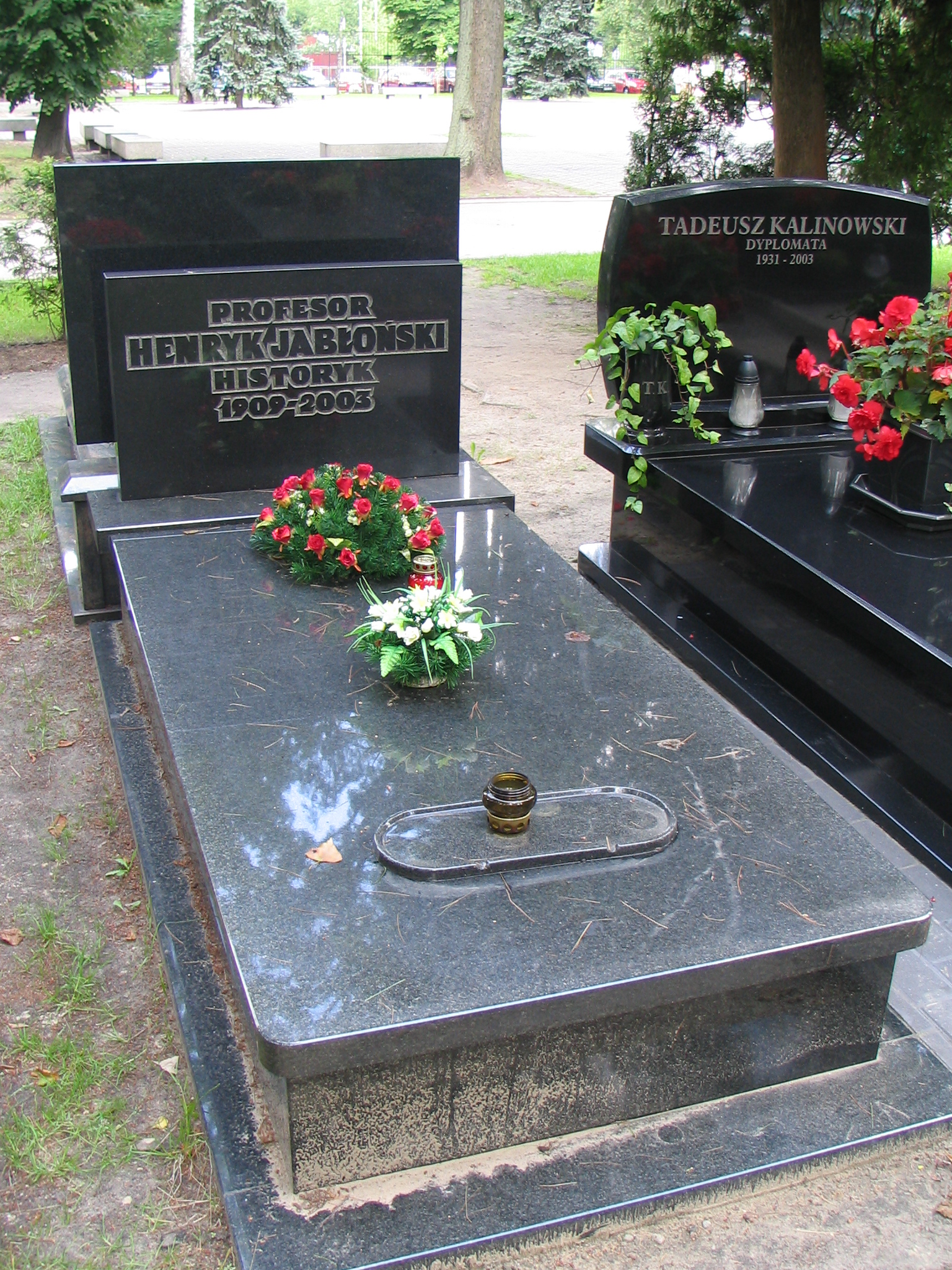
雅布翁斯基的墓地

2003年1月27日，雅布翁斯基在华沙逝世，享年93岁。同年2月3日，他被安葬在华沙的波茨基军事公墓。葬礼由时任总统府秘书长乔兰塔·希曼内克-德雷兹主持。

## 个人生活
其妻子为雅德维加·雅布翁斯卡（Jadwiga Jabłońska），两人育有一子一女。